# Gatunek 4: Przebudzenie
Gatunek 4: Przebudzenie (ang. Species: The Awakening) – amerykański horror z 2007 roku. Sequel filmu Gatunek 3 z 2004 roku.

## Fabuła
Profesor Miranda Hollander dowiaduje się od wuja, że nie jest zwykłym człowiekiem, lecz wyhodowaną w laboratorium hybrydą człowieka z obcym.

## Obsada[2]
- Helena Mattsson – Miranda Hollander
- Ben Cross – Tom Hollander
- Dominic Keating – Forbes Maguire
- Marlene Favela – Azura
- Meagen Fay – Celeste
- Roger Cudney – Leland Fisk
- Mauricio Martinez – Dalton
- Felipe de Lara – Burke
- Julian Sedgwick – Logan Wilson
- Marco Bacuzzi – Rinaldo
- Adam Wylie – Jared